# Cobeña
Cobeña ist eine zentralspanische Gemeinde (municipio) mit 7.759 Einwohnern (Stand: 2024) im Nordwesten der Autonomen Gemeinschaft Madrid. 

## Lage
Cobeña liegt im Nordwesten der Gemeinschaft Madrid, ca. 27 km nordöstlich von Madrid und zwischen drei Hügeln, umgeben von kilometerlangen Getreidefeldern. Der Boden besteht aus Lehm- und Sandschichten, durch die das Wasser in unterirdischen Flüssen fließt und sich mit dem Fluss Jarama vereinigt. Die nächstgelegene Stadt ist Algete, nur 3 km entfernt.

## Bevölkerungsentwicklung
| 1842 | 1900 | 1950 | 1981 | 1991 | 2001 | 2011 |
| ---- | ---- | ---- | ---- | ---- | ---- | ---- |
| 596  | 360  | 363  | 582  | 1169 | 3365 | 6664 |